# Aeroportul Dijon-Bourgogne
Aeroportul Dijon-Bourgogne (IATA: DIJ, ICAO: LFSD) este un aeroport din Ouges, Côte-d’Or, Burgundia-Franche-Comté, Franța metropolitană, Franța ce deservește zona Ouges. Aeroportul a fost tranzitat în 2017 de 2.938 de pasageri.
Situat la o altitudine de 215 m, aeroportul dispune de o singură pistă. Este operat de SNC-Lavalin⁠(d).